# 遂寧市
遂寧市（すいねい-し）は、中華人民共和国四川省に属する地級市。

## 地理
遂寧市は四川盆地の中部に位置し、涪江の中流にあたる。東経105°03′26″から106°59′49″、北緯30°10′50″から31°10′50″の間に広がる。東西は90.3km、南北は108.9km、面積5,300平方km。四川盆地の重要都市である成都市および重慶市とは等距離にある。
遂寧は古くからの文化の蓄積、人を迷わせる幽玄な山水、発達した農工商業などから、川中（四川省中部）地区の政治、経済、文化の中心であり、紡織や食品工業が盛んで沱牌グループなどの企業が所在し、「東川巨邑」、「川中重鎮」、「小成都」などの異名がある。四川盆地の中部にあり、涪江（ふうこう）の中流部が貫く。東は南充市と広安市、西は徳陽市、南は重慶市と資陽市、北は綿陽市に接する。

## 歴史
遂寧周辺には石器時代より人類が住んでいたとみられ、射洪県仁和鎮の馬鞍山からは紀元前1万年ころの人類の頭蓋骨が出土している。記録では夏王朝や殷王朝の時期には梁州に属したとされる。春秋時代初期には四川盆地に巴国、蜀国という国家が成立したが、遂寧付近は蜀の領域であり、秦による中国統一後は蜀郡となった。後漢末期の220年（延康元年）、現在の市街地に徳陽県の県治が設置された。330年（咸和5年）、晋末の混乱に乗じ李雄により成漢が立てられ、徳陽郡の郡治がこの地におかれた。
「遂寧」の地名の由来は東晋と十六国が並存した時期にさかのぼる。遂寧は十六国の中の成漢に属したが、各国間の争いや後継者争いで成漢は疲弊した。347年（嘉寧2年）、東晋の桓温将軍が蜀征伐に着手し成漢を滅ぼし、四川で50年以上続いた混乱に終止符を打った。桓温は凱旋の途中、急にこの地の風や太陽の美しさに打たれ、歌や踊りの声がどこかから聞こえてくることに平和さを感じた。長年戦場にいた桓温に平和を渇望する思いが生まれ、この地に郡を置き、「戦乱の終息と安寧に到達する」ことを願って「遂寧」と命名したとされる。以後、この地には遂寧の名で郡、府、州、県などが置かれ、一帯の中心地として繁栄した。
南北朝から宋元代まで、市域には石山郡、小渓県、方義県、遂州、遂州総管府、遂州総督府、武信軍節度使などがありその管轄下には35の県があった。遂寧城の管轄地域が最大に達したのは唐の末期で、遂州に設置された武信軍節度使は遂（遂寧）、昌（栄昌・大足・永川）、合（合川）、渝（九竜坡・江津）、瀘（瀘州）の5州を管轄した。明代以後、遂寧は州から県に降格し、潼川府（現在の三台県）、嘉陵道（現在の南充市）などの管轄下となった。
1935年（民国24年）、中華民国により四川省に18行政督察区を設置した際、遂寧には第12行政督察区が置かれ遂寧、安岳、中江、三台、射洪、塩亭、蓬渓、潼南、楽至の9県を管轄した。中華人民共和国成立後は川北行政区遂寧分区が置かれ、1952年に遂寧専区と改められ上記の9県を管轄したが、1958年には遂寧専区が撤廃され、遂寧は隣接する綿陽専区に編入された。
1985年2月、国務院により遂寧県は廃止され省轄市となり、市中区（もとの遂寧県）、蓬渓県、射洪県を管轄することとなった。1997年10月には国務院により、蓬渓県の涪江以西の地域に大英県が新設された。2003年12月には国務院により市中区が分割され、船山区と安居区が設置された。

## 行政区画
2市轄区・1県級市・2県を管轄下に置く。
- 市轄区：
  - 船山区・安居区
- 県級市：
  - 射洪市
- 県：
  - 蓬渓県・大英県

| 遂寧市の地図                       |
| ---------------------------------- |
| 船山区 安居区 射洪市 蓬渓県 大英県 |

### 年表
この節の出典

#### 川北行署区遂寧専区
- 1949年10月1日 - 中華人民共和国川北行署区遂寧専区が成立。遂寧県・蓬渓県・潼南県・安岳県・楽至県・中江県・三台県・射洪県・塩亭県が発足。(9県)
- 1952年1月15日 (9県)
  - 射洪県、南充専区西充県の各一部が塩亭県に編入。
  - 三台県・塩亭県、南充専区西充県の各一部が射洪県に編入。
  - 中江県・安岳県の各一部が楽至県に編入。
  - 塩亭県の一部が南充専区西充県に編入。
- 1952年2月2日 (9県)
  - 蓬渓県の一部が南充専区南充県に編入。
  - 塩亭県の一部が南充専区西充県に編入。
- 1952年8月7日 - 四川省の成立により、四川省遂寧専区となる。

#### 四川省遂寧専区
- 1952年8月13日 - 南充専区南充県の一部が蓬渓県に編入。(9県)
- 1952年9月1日 - 南充専区南充県・西充県の各一部が蓬渓県に編入。(9県)
- 1952年11月15日 - 三台県の一部が中江県に編入。(9県)
- 1952年12月24日 - 内江専区資陽県の一部が楽至県に編入。(9県)
- 1952年12月29日 (9県)
  - 中江県の一部(新中郷)が綿陽専区徳陽県に編入。
  - 綿陽専区徳陽県の一部(東美郷の一部)が中江県に編入。
- 1953年3月24日 - 中江県の一部が楽至県に編入。(9県)
- 1953年4月3日 - 三台県・遂寧県の各一部が蓬渓県に編入。(9県)
- 1953年7月6日 - 中江県の一部が綿陽専区羅江県に編入。(9県)
- 1953年7月8日 - 南充専区南部県の一部が塩亭県に編入。(9県)
- 1953年8月8日 - 塩亭県の一部が南充専区西充県に編入。(9県)
- 1953年11月9日 - 江津専区合川県の一部が潼南県に編入。(9県)
- 1954年2月 - 中江県の一部が三台県に編入。(9県)
- 1954年6月10日 - 塩亭県の一部が綿陽専区梓潼県に編入。(9県)
- 1954年9月17日 - 南充専区南充県の一部が蓬渓県に編入。(9県)
- 1954年10月8日 - 江津専区銅梁県の一部が潼南県に編入。(9県)
- 1954年10月12日 - 塩亭県の一部が綿陽専区梓潼県に編入。(9県)
- 1954年10月19日 - 江津専区合川県の一部が潼南県に編入。(9県)
- 1954年11月5日 - 塩亭県の一部が綿陽専区剣閣県に編入。(9県)
- 1954年11月 (9県)
  - 塩亭県の一部が南充専区南部県に編入。
  - 蓬渓県の一部が遂寧県に編入。
  - 遂寧県の一部が蓬渓県・潼南県に分割編入。
  - 江津専区合川県の一部が潼南県に編入。
- 1955年12月6日 - 射洪県の一部が塩亭県に編入。(9県)
- 1955年12月19日 - 綿陽専区剣閣県の一部が塩亭県に編入。(9県)
- 1955年12月24日 - 中江県の一部が蓬渓県に編入。(9県)
- 1955年12月 (9県)
  - 遂寧県の一部が蓬渓県に編入。
  - 蓬渓県の一部が南充専区南充県に編入。
- 1956年5月6日 - 三台県の一部が射洪県に編入。(9県)
- 1956年5月16日 - 蓬渓県の一部が遂寧県に編入。(9県)
- 1956年10月26日 - 三台県の一部が綿陽専区綿陽県に編入。(9県)
- 1956年12月27日 (9県)
  - 綿陽専区梓潼県の一部が塩亭県に編入。
  - 三台県の一部が射洪県に編入。
- 1957年12月30日 (9県)
  - 蓬渓県の一部が遂寧県に編入。
  - 綿陽専区綿陽県の一部(新民郷の一部)が三台県に編入。
  - 三台県の一部(柳池郷の一部)が綿陽専区綿陽県に編入。
- 1958年10月18日 
  - 遂寧県・蓬渓県・潼南県・中江県・三台県・射洪県・塩亭県が綿陽専区に編入。
  - 安岳県・楽至県が内江専区に編入。

#### 遂寧市
- 1985年2月8日 - 綿陽地区遂寧県が地級市の遂寧市に昇格。市中区を設置。(1区2県)
  - 綿陽地区蓬渓県・射洪県を編入。
- 1997年10月31日 - 蓬渓県の一部が分立し、大英県が発足。(1区3県)
- 2003年12月18日 - 市中区が分割され、船山区・安居区が発足。(2区3県)
- 2019年7月12日 - 射洪県が市制施行し、射洪市となる。(2区1市2県)

## 教育

### 大学
- 四川職業技術学院（中国語版）（船山区）[3]

## 経済
石油、天然ガス、塩などを産出する。

## 交通

### 空港
- 遂寧空港（中国語版）（計画中）

### 鉄道
- 中国鉄路総公司
  - 中国鉄路成都局集団公司
    - 滬漢蓉旅客専用線（「四縦四横」高速鉄道ネットワーク計画を構成する横路線の一部である。遂寧駅が接続駅。）
      - 遂渝線（三星駅 (四川省)（中国語版、英語版） - 遂寧駅（中国語版） - 遂寧南駅（中国語版） - 新橋路線所（中国語版） - 大英東駅（中国語版））
      - 遂成線（遂寧駅（中国語版） - 大英東駅（中国語版））

### 道路
- 高速道路

高速道路
- 成渝地区環状高速道路（中国語版）（ 遂内高速道路（中国語版）と綿遂高速道路を兼ねる）
- 滬蓉高速道路（成南高速道路、西南高速道路（中国語版）と滬蓉高速道路を兼ねる）
- 遂洪高速道路（中国語版）（ 広洪高速道路（中国語版）を兼ねる)
- 遂西高速道路（中国語版）
- 遂広高速道路（中国語版）（広洪高速道路（中国語版）を兼ねる）
- S205 遂回高速道路（中国語版）

国道
- G245国道（中国語版）
- G247国道（中国語版）
- G318国道
- G319国道（中国語版）
- G350国道（中国語版）

省道
- 106省道
- 205省道
- 206省道
- 304省道

## 名所・旧跡・観光スポット
- 中国死海度假区（中国語版）（大英県）
- 宋朝青瓷（宋瓷）博物館
- 広徳寺（中国語版）、霊泉寺
- 陳子昂故居/金華山（射洪市）、高峰山古建築群（中国語版）

## 健康・医療・衛生
- 遂寧市中心医院（重慶医科大学附属遂寧市中心医院、川北医学院付属遂寧医院）[4]
- 遂寧市第三人民医院、遂寧市紅十字医院、安居区人民医院（遂寧市第五人民医院）、安居区第三人民医院、射洪市人民医院、射洪市第二人民医院
- 蓬渓県人民医院、蓬渓県婦幼保健站、大英県人民医院、大英県第二人民医院、大英県交通医院、大英県衛生防疫站

## 出身者
- 陳子昂 - 唐代の詩人。梓州射洪県（現在の射洪市）出身。
- 鞠婧禕 - 元SNH48。